# Chaetopoa taylorii
Chaetopoa taylorii är en gräsart som beskrevs av Charles Edward Hubbard. Chaetopoa taylorii ingår i släktet Chaetopoa och familjen gräs.
Artens utbredningsområde är Tanzania. Inga underarter finns listade i Catalogue of Life.